# Fujiwara no Kanemichi
Fujiwara no Kanemichi (jap. 藤原 兼通; * 925; † 977) war ein japanischer Adeliger (kugyo) der Heian-Zeit.
Der Regent Fujiwara no Kaneie war sein jüngerer Bruder.
Er war der zweite Sohn von Fujiwara no Morosuke und war als Nachfolger seines Bruders von 972 bis 977 Regent (Kampaku) für den japanischen Kaiser En’yū. Er erhielt den Titel und das Amt eines Chūnagon.